# Patsey
Patsey (Carolina del Sur, c.1830 - después de 1863) fue una esclava afroamericana de origen guineano. Solomon Northup escribió sobre ella en su libro 12 años de esclavitud, que es la fuente de la mayor parte de la información conocida sobre ella. Más tarde, el libro se adaptó a una película, en la que fue interpretada por Lupita Nyong'o, quien ganó el Premio Óscar a la Mejor Actriz de Reparto por su actuación.

## Biografía
Se dice que la madre de Patsey era de Guinea, esclavizada y llevada a Cuba. Luego fue vendida a una familia llamada Buford en el sur de los Estados Unidos. Se cree que Patsey nació alrededor de 1830, en Carolina del Sur.
En 1843, cuando tenía 13 años, fue vendida a Edwin Epps en Luisiana. Según Northup, Edwin Epps tenía modales "repulsivos y rudos" y no tenía un sentido "de bondad o justicia". Cuando estaba borracho, atacaba a sus esclavos con un látigo, disfrutando del sonido de sus gritos.
Epps arrendó la plantación Bayou Huffpower a Joseph B. Robert, el tío de su esposa. En 1845, Epps trasladó a Patsey y otras personas esclavizadas a su plantación de 300 acres cerca de Bunkie en la parroquia de Avoyelles, Luisiana. Solomon Northup y Patsey se hicieron amigos en la plantación de Epps. Conocida como la "reina de los campos", Patsey era a menudo elogiada por su dueño por su habilidad para recolectar grandes cantidades de algodón, hasta 500 libras por día. Northup dijo que ella era diferente a los otros esclavos y que tenía un espíritu inquebrantable en su fuerza. Había sido "una criatura alegre, una niña alegre y risueña" que soñaba fervientemente con la libertad.
Cuando era una adolescente menor de edad, comenzó a ser violada por Epps, que azotaba a Patsey si ella se resistía a sus demandas sexuales, lo que dejaba "cicatrices de mil rayas" en su espalda. Su esposa estaba celosa de ella y "nada deleitaba tanto a la ama como verla sufrir", según Northup. Abusó físicamente de Patsey y exigió que Epps la vendiera, lo que él no haría. Mary trató de sobornar a otros trabajadores y esclavos para que mataran a Patsey y arrojaran su cuerpo a los pantanos, pero nadie lo hizo. Aunque Patsey era una esclava muy productiva y una de las favoritas de Epps, soportó el abuso de un "amo licencioso y una ama celosa".
En una ocasión, había ido a una plantación vecina por una pastilla de jabón. Cuando Epps se enteró de que ella había abandonado su plantación, clavó cuatro estacas en el suelo y ordenó que le ataran las manos y los pies, la desnudaron y luego le ordenaron a Northup que la azotara. Luego, Epps tomó el látigo él mismo hasta que ella fue "literalmente desollada" con más de 50 latigazos. Luego se vertió agua salada sobre sus heridas. Casi muere. Northup y Patsey quedaron gravemente traumatizados debido al terrible abuso sufrido. Después de esta brutal flagelación, perdió su actitud alegre, el brillo en sus ojos y la facilidad de su risa. A menudo deseaba morir.
Northup conoció a Patsey durante casi una década. Cuando estaba a punto de dejar la plantación de Epps en 1853, dijo que:

"Patsey salió corriendo de detrás de una cabaña y me rodeó el cuello con los brazos. '¡Oh! Platt [el nombre que le dieron a Northup sus secuestradores] —gritó, mientras las lágrimas corrían por su rostro—, vas a ser libre, te irás muy lejos, nunca más te veremos. Me has ahorrado muchos azotes, Platt; Me alegro de que te vayas a liberar, pero ¡oh! ¡Señor, Señor! que sera de mi.
Solomon Northup

Northup luego abordó un carruaje hacia la libertad y nunca la volvió a ver. En 1854, se publicó su libro 12 años de esclavitud. Casi diez años después, durante la Guerra de Secesión, llegó a la plantación el 110 ° Regimiento de Infantería de Nueva York. Conocieron a Bob, uno de los esclavos mencionados en el libro de Northup, que varios de los soldados habían leído. Patsey dejó la plantación en mayo de 1863 con los soldados de la Unión.

## Cultura popular
La película de 2013 12 Years a Slave fue nominada a nueve Premios de la Academia y ganó el óscar a la Mejor Película. Con renovado interés debido a la película, los historiadores continuaron investigando con la esperanza de identificar más específicamente lo que le sucedió.